# تارون ساهاکیان
تارون ژورایی ساهاکیان (ارمنی: Տարոն Ժորայի Սահակյան؛ زادهٔ ۷ ژوئیهٔ ۱۹۶۲) یک اقتصاددان و سیاستمدار اهل ارمنستان است که از تاریخ ۱۹۹۹ تا تاریخ ۲۰۰۳ سمت نمایندگی دوره مجلس ملی جمهوری ارمنستان را برعهده داشت.

## زندگی‌نامه
در ۷ ژوئیهٔ ۱۹۶۲ در آرماویر به دنیا آمد و از دانشگاه دولتی اقتصاد ارمنستان فارغ‌التحصیل شد. 